# وادي الأديرع
وادي الأديرع (أو وادي الدَّيرع: كما ينطقه البعض) هو وادٍ كبير يجري في منطقة الثنية التي تقع في حائل. يبلغ طول الوادي 130 كم ومتوسط انحداره 3 م / كم. ينبع من قرية العقلة، ويصب في الخاصرة التي تقع جنوب غرب بقعاء الواقعة شمال شرقي حائل. من أهم روافده وادي جفيفاء.

## عن الوادي
يعتبر الوادي من أشهر أودية المنطقة وهو الذي تقع عليه مدينة حائل التي سميت باسمه القديم، وكان الوادي قد عُرِف قديماً باسم «وادي الديعجان» ثم «وادي حائل» كونه عندما يسيل فإنه يحول بين القاطنين على ضفتيه. الوادي يقسم المدينة إلى قسمين شرقي وغربي

## مسماه
جاء اسمه الديرع والأديرع نسبة إلى هضبة الديرع التي ينحدر منها، وهي تقع في جنوب منطقة حائل.